# Semaeopus tepidata
Semaeopus tepidata är en fjärilsart som beskrevs av Walker 1862. Semaeopus tepidata ingår i släktet Semaeopus och familjen mätare. Inga underarter finns listade i Catalogue of Life.